# Liste der Baudenkmale in Gransee
In der Liste der Baudenkmale in Gransee sind alle Baudenkmale der brandenburgischen Stadt Gransee und ihrer Ortsteile aufgelistet. Grundlage ist die Veröffentlichung der Landesdenkmalliste mit dem Stand vom 31. Dezember 2020.

## Legende
In den Spalten befinden sich folgende Informationen:
- ID-Nr.: Die Nummer wird vom Brandenburgischen Landesamt für Denkmalpflege vergeben. Ein Link hinter der Nummer führt zum Eintrag über das Denkmal in der Denkmaldatenbank. In dieser Spalte kann sich zusätzlich das Wort Wikidata befinden, der entsprechende Link führt zu Angaben zu diesem Denkmal bei Wikidata.
- Lage: die Adresse des Denkmales und die geographischen Koordinaten. Link zu einem Kartenansichtstool, um Koordinaten zu setzen. In der Kartenansicht sind Denkmale ohne Koordinaten mit einem roten beziehungsweise orangen Marker dargestellt und können in der Karte gesetzt werden. Denkmale ohne Bild sind mit einem blauen bzw. roten Marker gekennzeichnet, Denkmale mit Bild mit einem grünen beziehungsweise orangen Marker.
- Bezeichnung: Bezeichnung in den offiziellen Listen des Brandenburgischen Landesamtes für Denkmalpflege. Ein Link hinter der Bezeichnung führt zum Wikipedia-Artikel über das Denkmal.
- Beschreibung: die Beschreibung des Denkmales
- Bild: ein Bild des Denkmales und gegebenenfalls einen Link zu weiteren Fotos des Baudenkmals im Medienarchiv Wikimedia Commons

## Allgemein
| ID-Nr.   | Lage   | Bezeichnung                                                               | Beschreibung | Bild                                                                      |
| -------- | ------ | ------------------------------------------------------------------------- | ------------ | ------------------------------------------------------------------------- |
| 09165230 | (Lage) | Satzung zum Schutz des Denkmalbereiches der historischen Altstadt Gransee |              | Satzung zum Schutz des Denkmalbereiches der historischen Altstadt Gransee |

## Baudenkmale in den Ortsteilen

### Altlüdersdorf
| ID-Nr.   | Lage                      | Bezeichnung | Beschreibung                     | Bild           |
| -------- | ------------------------- | ----------- | -------------------------------- | -------------- |
| 09165186 | Alte Dorfstraße (Lage)    | Dorfkirche  | Fachwerkkirche aus dem Jahr 1702 | weitere Bilder |
| 09165223 | Alte Dorfstraße 11 (Lage) | Wohnhaus    |                                  | Wohnhaus       |

### Buberow
| ID-Nr.   | Lage                  | Bezeichnung | Beschreibung                                                        | Bild           |
| -------- | --------------------- | ----------- | ------------------------------------------------------------------- | -------------- |
| 09165192 | Am Rundling (Lage)    | Dorfkirche  |                                                                     | weitere Bilder |
| 09165728 | Am Rundling 12 (Lage) | Gehöft      | bestehend aus Wohnhaus, drei Wirtschaftsgebäuden und Hofpflasterung | Gehöft         |
| 09165779 | Am Rundling 14 (Lage) | Gehöft      | bestehend aus Wohnhaus, drei Wirtschaftsgebäuden und Hofpflasterung | Gehöft         |

### Dannenwalde
| ID-Nr.   | Lage                                   | Bezeichnung                                | Beschreibung | Bild                                       |
| -------- | -------------------------------------- | ------------------------------------------ | --- | ------------------------------------------ |
| 09165493 | Bahnhofsweg (Lage)                     | Bahnhof Dannenwalde                        | Der Bahnhof Dannenwalde Gransee ist ein anschauliches Zeugnis für den Ausbau des Eisenbahnwesens in Brandenburg und Mecklenburg sowie die wirtschaftliche und verkehrstechnische Bedeutung der Berliner Nordbahn. Er wurde am 10. Juli 1877 eröffnet, 1996 geschlossen und am 2. Juni 1996 aufgrund der Aktivitäten einer „Großen Koalition für den kleinen Bahnhof“ wieder eröffnet. Die Bahnhofsgebäude und der Vorplatz sind ein besonders anspruchsvoll gestaltetes und gut erhaltenes Beispiel eines ländlichen Bahnhofs. Seine aufwändige Gestaltung erinnert an die einstige Bedeutung Dannenwaldes als mecklenburgischer Grenzstation zum benachbarten Preußen. | weitere Bilder                             |
| 09165227 | Blumenower Straße / Lindenallee (Lage) | Schlossanlage mit Schlosskapelle           | Das heutige Herrenhaus wurde Ende des 17. Jahrhunderts, vermutlich auf den Resten einer alten Burganlage, gebaut. Die Kelleranlage ist deutlich älter als das darauf stehende Haus. Die Anlage umfasste das Haupthaus mit zwei Seitengebäuden sowie getrennt davon einen Gutshof. Im 18. Jahrhundert wurden die Gebäude im Rokokostil überarbeitet, und später im 20. Jahrhundert, 1908 und 1937 erneut und noch einmal während der DDR-Zeit verändert. | weitere Bilder                             |
| 09165640 | Lindenallee (Lage)                     | Wohnanlage, bestehend aus drei Wohnhäusern | Die Häuser sind auf die Zeit zwischen 1935 und 1940 datiert. Sie wurden ursprünglich für die deutsche Wehrmacht erbaut und später für die sowjetische Armee genutzt. Seit deren Abzug Mitte der 1990er Jahre stehen sie leer. | Wohnanlage, bestehend aus drei Wohnhäusern |
| 09165165 | Fürstenberger Straße (Lage)            | Meilenstein, an der B 96 bei Gramzow       | | BW                                         |

### Gramzow
| ID-Nr.            | Lage                        | Bezeichnung | Beschreibung | Bild     |
| ----------------- | --------------------------- | ----------- | ------------ | -------- |
| 09165440 Wikidata | Buchholzer Straße 12 (Lage) | Gutshaus    |              | Gutshaus |

### Gransee
| ID-Nr.            | Lage                                              | Bezeichnung | Beschreibung | Bild |
| ----------------- | ------------------------------------------------- | --- | --- | --- |
| 09165221          | (Lage)                                            | Grundriss und allgemeine Aufrissproportionen (der gegenwärtigen Wohnbebauung) der 1262 gegründeten Stadt (Altstadtbereich innerhalb des Mauerrings)                | | Grundriss und allgemeine Aufrissproportionen (der gegenwärtigen Wohnbebauung) der 1262 gegründeten Stadt (Altstadtbereich innerhalb des Mauerrings) |
| 09165241          | (Lage)                                            | Stadtbefestigung, bestehend aus Stadtmauer, Ruppiner Tor, Pulverturm und Warte (Altstadtbereich, Warteberg)                                                        | | weitere Bilder |
| 09166102          | B 96 (Lage)                                       | Preußischer Meilenstein | | weitere Bilder |
| 09165156          | (Lage)                                            | Gedenktafel zur Erinnerung an die Vereinigung von KPD und SPD zur SED, am „Gesellschafthaus“                                                                       | Die Gedenktafel befindet sich am Gesellschaftshaus in der Nähe des Ruppiner Tores. Die Tafel erinnert an die Vereinigung von KPD und SPD zur SED. | BW |
| 09165005          | Baustraße 27 (Lage)                               | Wohnhaus mit Wirtschaftsgebäuden | | Wohnhaus mit Wirtschaftsgebäuden |
| 09166523          | Fischerstraße 6 (Lage)                            | Wohnhaus | | BW |
| 09165233 Wikidata | Kirchplatz (Lage)                                 | Marienkirche | | weitere Bilder |
| 09165368          | Kirchplatz 1 (Lage)                               | Rathaus | Hauptgebäude von 1714/1715, Anbau von 1925 | Rathaus |
| 09165261          | Kirchplatz 5 (Lage)                               | Wohnhaus mit Hofgebäuden | | Wohnhaus mit Hofgebäuden |
| 09165333          | Klosterstraße 4 / Klosterplatz (Lage)             | Ehemaliges Kloster, bestehend aus östlichem Klausurflügel und nördlicher Chorwand der Klosterkirche                                                                | | weitere Bilder |
| 09165748          | Klosterstraße 14 (Lage)                           | Wohnhaus mit Seitenflügel | | Wohnhaus mit Seitenflügel |
| 09165260          | Koliner Straße 5a (Lage)                          | Stadtschule I, bestehend aus Hauptgebäude und Turnhalle | | Stadtschule I, bestehend aus Hauptgebäude und Turnhalle                                                                                             |
| 09165390          | Koliner Straße 13 (Lage)                          | Postamt mit Hofgebäude, Einfriedung und Hofpflasterung | | Postamt mit Hofgebäude, Einfriedung und Hofpflasterung                                                                                              |
| 09165562          | Meseberger Weg 15, 16 (Lage)                      | Katharinenhof mit Zufahrt und Einfahrtstor | | weitere Bilder |
| 09165362          | Oranienburger Straße 2 / Wartestraße (Lage)       | Tankstelle, bestehend aus Wohn- und Tankhaus, Schutzdach und Tankinsel                                                                                             | | Tankstelle, bestehend aus Wohn- und Tankhaus, Schutzdach und Tankinsel                                                                              |
| 09165854          | Rudolf-Breitscheid-Straße 14 (Lage)               | Wohnhaus mit Seitenflügel und Hofgebäude | | Wohnhaus mit Seitenflügel und Hofgebäude |
| 09165262          | Rudolf-Breitscheid-Straße 33 (Lage)               | Wohn- und Geschäftshaus mit rückwärtigem Anbau | | Wohn- und Geschäftshaus mit rückwärtigem Anbau |
| 09165232          | Rudolf-Breitscheid-Straße 43 (Lage)               | Spitalkapelle (heute Museum) | Anfang 14. Jahrhundert, nach Brand 1711 erneuert                                                                                                  | weitere Bilder |
| 09165231          | Rudolf-Breitscheid-Straße 44 (Lage)               | Hospital St. Spiritus (heute Heimatmuseum) | erste Hälfte des 18. Jahrhunderts anstelle des Vorgängerbaus                                                                                      | Hospital St. Spiritus (heute Heimatmuseum) |
| 09165577          | Rudolf-Breitscheid-Straße 58 (Lage)               | Wohnhaus mit Stall, Speicher und Hofpflasterung | | Wohnhaus mit Stall, Speicher und Hofpflasterung |
| 09165330          | Rudolf-Breitscheid-Straße 59 (Lage)               | Wohnhaus | Mitte des 18. Jahrhunderts | Wohnhaus |
| 09166118          | Rudolf-Breitscheid-Straße 70 (Lage)               | Wohn- und Geschäftshaus mit Seitenflügel | | Wohn- und Geschäftshaus mit Seitenflügel |
| 09165263          | Rudolf-Breitscheid-Straße 88 / Mauerstraße (Lage) | Wohnhaus mit Speichergebäuden (Speicher 1 und 2) | | BW |
| 09165331          | Ruppiner Straße 8 (Lage)                          | Hospital St. Georg | | Hospital St. Georg |
| 09165113          | Schinkelplatz (Lage)                              | Denkmal für Königin Luise von K. F. Schinkel | | weitere Bilder |
| 09165264          | Strelitzer Straße (Lage)                          | Zwei Scheunen, neben Nr. 7 | | Zwei Scheunen, neben Nr. 7 |
| 09165155          | Templiner Straße (Lage)                           | Gedenkstein für die Opfer des Faschismus (OdF) | | Gedenkstein für die Opfer des Faschismus (OdF) |
| 09165265          | Templiner Straße 3 (Lage)                         | Wohnhaus mit Einfriedung | | Wohnhaus mit Einfriedung |
| 09165266          | Templiner Straße 26 (Lage)                        | Wohnhaus mit Einfriedung | | Wohnhaus mit Einfriedung |
| 09165992          | Wartestraße / Waldsiedlung (Lage)                 | Denkmalanlage für die Gefallenen der Kriege 1864–1918, bestehend aus zwei Denkmälern, Ehrenhain mit Gedenksteinen, Stützmauer, Wiesenfläche, Lindenallee und Wegen | | BW |

### Kraatz
| ID-Nr.            | Lage                | Bezeichnung                                                                | Beschreibung                                                              | Bild                                               |
| ----------------- | ------------------- | -------------------------------------------------------------------------- | ------------------------------------------------------------------------- | -------------------------------------------------- |
| 09165204 Wikidata | Lindenstraße (Lage) | Dorfkirche                                                                 |                                                                           | weitere Bilder                                     |
| 09165656          | Lindenstraße ()     | Grabstätte für Emy Köcke-Potthoff und Max Köcke-Wichmann, auf dem Friedhof | Grabstätte für Emy Köcke-Potthoff und Max Köcke-Wichmann auf dem Friedhof | ein Bild hochladen                                 |
| 09165657          | Lindenstraße (Lage) | Grabstätte der Familie Snethlage, auf dem Friedhof                         |                                                                           | Grabstätte der Familie Snethlage, auf dem Friedhof |

### Meseberg
| ID-Nr.   | Lage                            | Bezeichnung                                    | Beschreibung                                                                                                   | Bild           |
| -------- | ------------------------------- | ---------------------------------------------- | --- | -------------- |
| 09165206 | Meseberger Dorfstraße (Lage)    | Dorfkirche                                     | Die Dorfkirche entstand Anfang des 16. Jahrhunderts als Backsteinbau und wurde 1772 durchgreifend umgestaltet. | weitere Bilder |
| 09165447 | Meseberger Dorfstraße (Lage)    | Feuerwehrhaus                                  | Das Feuerwehrhaus befindet sich neben dem Gehöft Meseberger Dorfstraße 36.                                     | BW             |
| 09165239 | Meseberger Dorfstraße 30 (Lage) | Schloss mit Gartenpavillon und Landschaftspark | | weitere Bilder |

### Neulögow
| ID-Nr.   | Lage                 | Bezeichnung | Beschreibung | Bild           |
| -------- | -------------------- | ----------- | ------------ | -------------- |
| 09165442 | Dorfstraße 13 (Lage) | Dorfkirche  |              | weitere Bilder |

### Seilershof
| ID-Nr.   | Lage                  | Bezeichnung                                                | Beschreibung                                                     | Bild               |
| -------- | --------------------- | ---------------------------------------------------------- | ---------------------------------------------------------------- | ------------------ |
| 09165398 | B 96 (Lage)           | Kleines Luisendenkmal, am Abzweig Seilershof               | Denkmal für Luise von Mecklenburg-Strelitz am Abzweig Seilershof | weitere Bilder     |
| 09166104 | B 96 ()               | Preußischer Meilenstein, nördlich des Wohnplatzes Eichholz |                                                                  | ein Bild hochladen |
| 09165510 | Hauptstraße 18 (Lage) | Dorfkirche                                                 |                                                                  | weitere Bilder     |
| 09165511 | Hauptstraße 35 (Lage) | Wohnhaus                                                   |                                                                  | Wohnhaus           |
| 09165803 | Hauptstraße 38 (Lage) | Wohnhaus                                                   |                                                                  | Wohnhaus           |